# Archana Soreng
Archana Soreng es una activista ambiental india, perteneciente a la tribu indígena Kharia de la aldea Bihabandh de Rajgangpur en Sundergarh, Odisha, India. Ha trabajado por la concienciación sobre el cambio climático y la documentación, preservación y promoción de los conocimientos y prácticas tradicionales de las comunidades indígenas.
Ha sido seleccionada como una de los siete miembros del Grupo Asesor Juvenil sobre Cambio Climático establecido por el Secretario General de las Naciones Unidas como parte de la Estrategia Juvenil de la ONU.

## Trayectoria
Soregn es de la tribu Khadia y creció en Rajgangpur en el distrito Sundargarh de Odisha. Comenzó a involucrarse en el activismo después de la muerte de su padre. A lo largo de su vida ha participado activamente en el Movimiento Juvenil Católico Indio.
También es la expresidenta del sindicato de estudiantes TISS. También es la excoordinadora Nacional de la Comisión Tribal, también conocida como Adivasi Yuva Chetna Manch, una de las áreas de empuje de la All India Catholic University Federation (AICUF).  Trabaja como investigadora en Vasundhara Odisha. Vasundhara es una organización de investigación-acción y defensa de políticas en Bhubaneswar que actúa en la gobernanza de los recursos naturales, los derechos tribales y la justicia climática.